# Жовта божевільна мураха
Жовта божевільна мураха (Anoplolepis gracilipes), також відома як довгонога мураха або мальдівська мураха, є видом мурах, який, як вважають, походить із Західної Африки чи Азії. Їх випадково завезли в тропіки.
Жовта божевільна мураха в розмовній мові отримала модифікатор «божевільна» через те, що мурашка нерівно рухається, коли її турбують. Його довгі ноги та вусики роблять його одним із найбільших інвазивних видів мурах у світі.
Як і деякі інші інвазивні мурахи, такі як червона імпортована вогняна мураха (Solenopsis invicta), великоголова мураха (Pheidole megacephala), мала вогняна мураха (Wasmannia auropunctata) і аргентинська мураха (Linepithema humile), жовта божевільна мураха це «мураха-бродяга», вид, який легко приживається та стає домінуючим у новому середовищі існування завдяки таким рисам, як агресія до інших видів мурах, незначна агресія до представників свого виду, ефективне залучення та великий розмір колонії.
Він входить до списку «сотні найгірших інвазивних видів у світі», складеного Міжнародним союзом охорони природи (МСОП), він вторгся в екосистеми від Гаваїв до Сейшельських островів і сформував суперколонії на острові Різдва в Індійському океані.

## Фізіологія
Anoplolepis gracilipes — це відносно велика мураха від жовтого до помаранчевого кольору з довгими ногами, великими очима та надзвичайно довгими вусиками.
Хоча A. gracilipes є єдиним інвазивним видом у роду Anoplolepis, є кілька інших родів, за який його можна помилково прийняти. І Leptomyrmex, і Oecophylla можна сплутати з Anoplolepis через їхні схожі розміри та дуже довгі кінцівки. Anoplolepis можна відрізнити від Leptomyrmex за наявністю ацидопору, тоді як Anoplolepis можна відрізнити від Oecophylla за більш компактним черешком. Хоча обидва ці роди зустрічаються в тихоокеанському регіоні, жоден не містить інвазивних видів.
Кілька видів інвазивних мурах, що належать до родів Camponotus і Paratrechina, можуть виглядати схожими на A. gracilipes. Хоча деякі інвазивні види Pheidole також можуть мати тонке тіло з довгими ногами та довгими вусиками, вони можуть бути відокремлені від A. gracilipes двосегментованим поясом.
A. gracilipes широко поширений у тропіках, а популяції особливо щільні в тихоокеанському регіоні. Вид найбільш сумно відомий тим, що спричинив екологічний «розпад» острова Різдва. Хоча A. gracilipes широко поширений у Тихому океані, він може завдати значної шкоди місцевому біологічному різноманіттю. Заохочуються жорсткі карантинні заходи, щоб запобігти поширенню на нові населені пункти.

## Географічний ареал і поширення

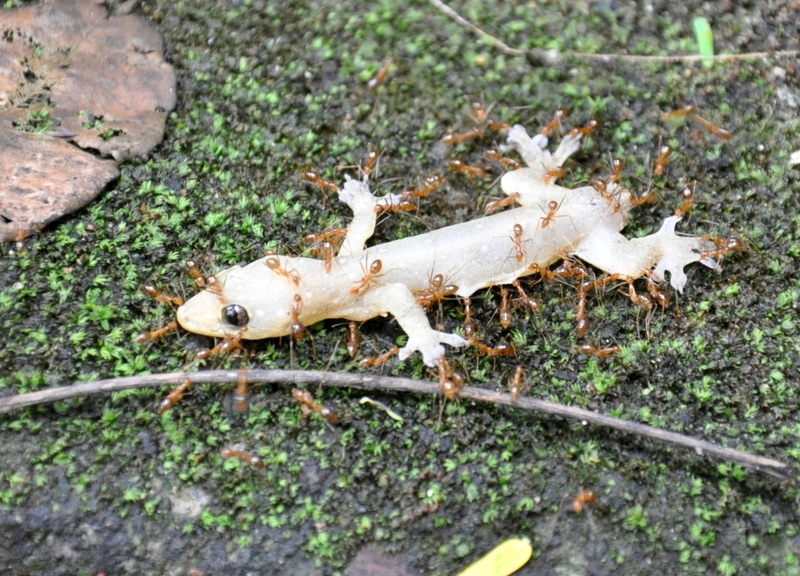
Мертвого гекона тягнуть жовті божевільні мурахи. Індія

Природним середовищем проживання жовтих божевільних мурашок є вологі тропічні низовини Південно-Східної Азії та прилеглі території та острови в Індійському та Тихому океанах. Він був завезений у широкий спектр тропічних і субтропічних середовищ, включаючи північну Австралію, деякі острови Карибського басейну, деякі острови Індійського океану (Сейшельські острови, Мадагаскар, Маврикій, Реюньйон, Кокосові острови та острови Різдва) і деякі острови Тихого океану (Нова Каледонія, Гаваї, Французька Полінезія, Окінава, Вануату, Мікронезія, атол Джонстон і архіпелаг Галапагос). Відомо, що цей вид займає такі сільськогосподарські системи, як коричні, цитрусові, кавові та кокосові плантації. Оскільки жовті божевільні мурахи мають загальні звички гніздування, вони можуть розсіюватися за допомогою вантажівок, човнів та інших видів людського транспорту.

## Дієта

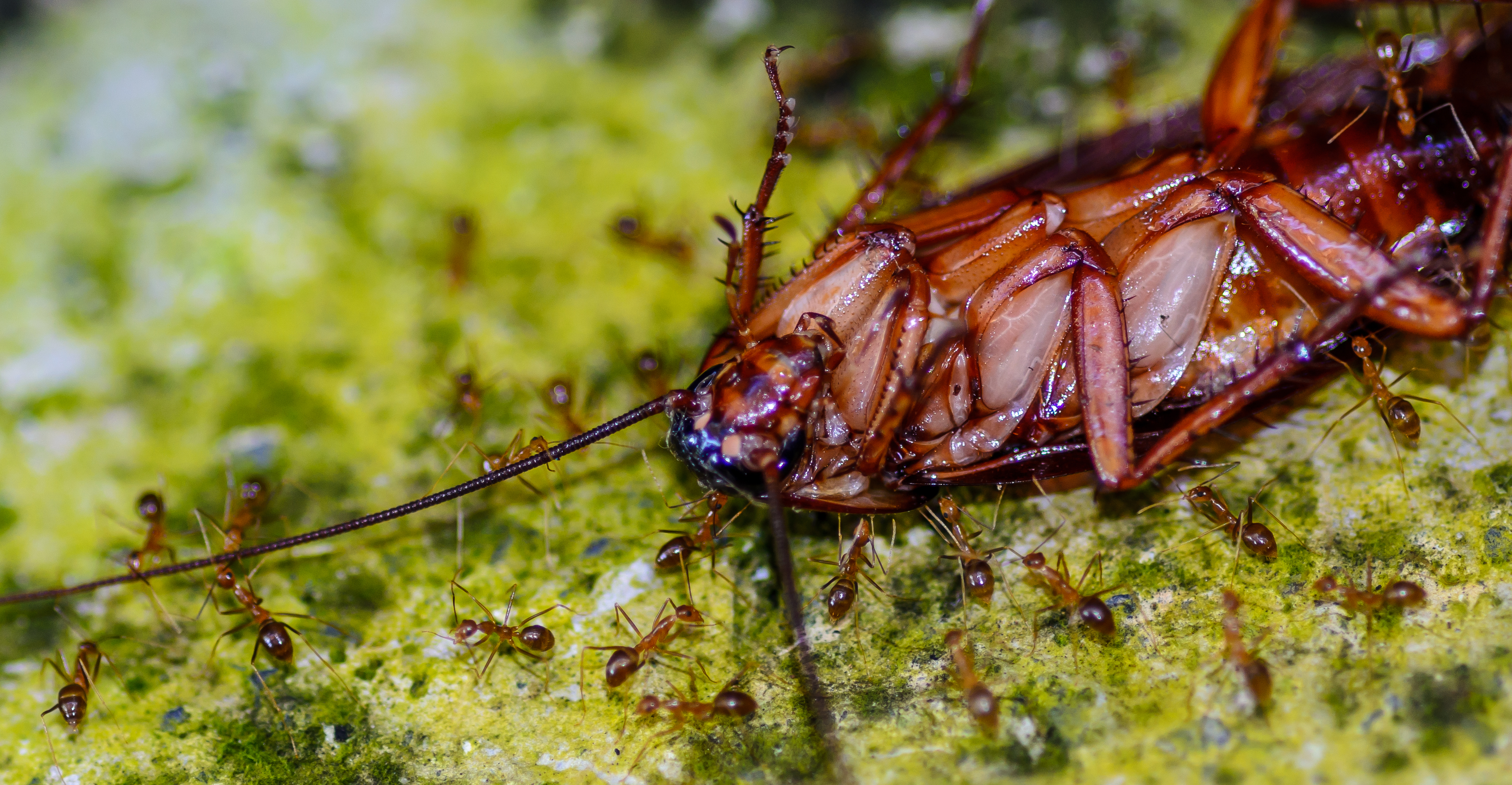
A. gracilipes (жовті божевільні мурахи) тягнуть мертвого таргана до свого гнізда в Понпеї, Федеративні Штати Мікронезії

A. gracilipes був описаний як «хижак, який шукає стіття», демонструючи широкий раціон, характерний для багатьох інвазивних видів. Він споживає різноманітну їжу, включаючи зерно, насіння, членистоногих і гнилі речовини, такі як трупи хребетних. Повідомлялося, що вони нападають і розчленовують безхребетних, таких як малі ізоподи, багатоногі молюски, павукоподібні, наземні краби, дощові черв'яки та комахи.
Як і всім мурахам, A. gracilipes необхіжне багате на білок джерело їжі для королеви, щоб та могла відкладати яйця, і вуглеводи як енергію для робочих особин. Вони отримують вуглеводи з рослинного нектару та комах, що виробляють медяну росу, особливо щитівок, попелиць та інших Sternorrhyncha. Дослідження показують, що божевільні мурахи настільки покладаються на лускокрилих комах, що їх дефіцит може фактично обмежити зростання популяції мурах.

## Мутуалізм
Божевільні мурахи отримують значну частину своїх харчових потреб від лускокрилих комах, серйозних шкідників рослин, які харчуються соком дерев і виділяють медяну росу, солодку рідину. Мурахи їдять медову росу, а натомість захищають луску від своїх ворогів і розносять її серед дерев, приклад мутуалізму. Нез'їдена мурахами медвяна роса стікає на дерева та сприяє розвитку сажистої плісняви на листі та стеблах. Це надає рослинам потворний чорний вигляд і знижує їх здоров'я та силу.
Мурахи захищають комах, «виховуючи» рухливі стадії повзунів і захищаючи їх від природних ворогів. Експерименти показали, що цей зв'язок настільки сильний, що в середовищах, де A. gracilipes було видалено, щільність щитівок знизилася на 67 % протягом 11 тижнів і до нуля через 12 місяців.